# Tomislav Sertić
Tomislav Sertić (Udbina, 21. prosinca 1902. – Beograd, 27. rujna 1945.), hrvatski vojnik, časnik u vojskama Kraljevine Jugoslavije i Nezavisne Države Hrvatske.

## Životopis
Trgovačku akademiju završio u Dubrovniku, a Vojnu u Beogradu 1923. Služio u vojsci Kraljevine Jugoslavije i 1939. postigao čin majora. Surađivao s ustašama, 1940. pobjegao u Mađarsku, a potom u Italiju gdje se pridružio emigrantima.
Uspostavom NDH, vraća se u Hrvatsku, postaje prvim zapovjednikom Ustaške vojnice do svibnja 1941. godine. U lipnju 1941. postaje ustaškim pukovnikom (najviši čin do krilnika; krilnici su bili S. Kvaternik, J. Francetić-postumno, A. Vokić). Bavi se uspostavom ustaške časničke i dočasničke škole (od svibnja do studenog 1941. zapovjednik je Ustaške časničke škole). Nakon toga obnaša različite dužnosti u Ustaškoj vojnici: studeni 1941. - kolovoz 1942. glavar stožera UV-a, zatim zapovjednik Ustaških učilišta, zatim u siječnju 1943. postaje nadzornik učilišta OS NDH što biva do listopada 1943., u veljači 1944. postaje general OS NDH, te je 1. rujna 1944. postao glavar Glavnostožernog ureda MINORS-a.
Nije sudjelovao u puču Lorković-Vokić, ali je kod pučista bio veoma cijenjen, pa su mu tako pučisti namjeravali nakon svrgavanja Ante Pavelića namijeniti mjesto dozapovjednika novouspostavljene domobranske vojske.
Nakon sloma NDH, predao se Englezima; izručen partizanima, te 22. rujna 1945. pred Vojnim sudom Vrhovnog suda DFJ u Beogradu osuđen na smrt za izdaju i ratne zločine. Optužnica ga je, između ostalog, teretila da je "opremio i moralno podgotovio prvu ličku bojnu koja je u borbi protiv partizana Like počinila nečuvene zločine", te "formirao zloglasni 1 ustaški zdrug pod komandom Jure Francetića koji je žario i palio na čitavoj teritoriji Hrvatske". Zajedno sa šesnaestoricom drugih visokih časnika vojske NDH strijeljan je u Jajincima oko pet sati ujutro dne 27. rujna 1945. Nije mu pomogla izjava koju je zagrebački nadbiskup Alojzije Stepinac poslao Vojnom sudu.
Nositelj je titule[čije?] "vitez" stoga se naziva i Tomislav vitez Sertić.